# Uno Sandén
Lars Uno Sandén, född 26 februari 1924 i Kungsholms församling i Stockholm, död 11 maj 2013 i Linköpings S:t Lars församling, Östergötlands län, var en svensk tonsättare, körledare och organist.

## Biografi
Fadern Josef Sandén var organist och körledare i Tabernaklet i Norrköping (Norrköpings första baptistförsamling). Uno Sandén studerade i tidiga år orgel för Nils Eriksson. Han utbildades vid Kungliga Musikhögskolan i Stockholm där han började som 17-åring 1941. På Musikhögskolan studerade Sandén kontrapunkt för Åke Uddén och orgel för Oskar Lindberg och Otto Olsson. Högre organistexamen avlade han 1945 och högre kantors- och musiklärarexamen 1949. Sandén var medlem i Kammarkören som bildades 1945 och leddes av Eric Ericson.
Uno Sandén var verksam som organist i Betelkapellet och Betaniakyrkan i Stockholm 1945–1954, Falu Kristine kyrka 1954–1969 samt domkyrkoorganist i Linköping 1969–1987. Sandén verkade även som körledare och ledde många körer genom åren, bland annat Poliskören i Stockholm, Kristine kyrkokör i Falun, kammarkören Vox Humana och Domkyrkokören i Linköping. Han var känd för sina orgelimprovisationer.

## Verk i urval
Uno Sandén var en uppskattad tonsättare med framför allt kör-, vokal- och orgelmusik på verkförteckningen. Hans mest kända verk torde vara "Mariaoratorium", där texter av Ylva Eggehorn och musik för solister, kör och orkester har sammanfogats till en komposition (1987).

### Körverk
- Alleluja
- Fyra bibelspråk (1959)
- Hosianna
- Jesus Kristus är Herre
- Löparen på tävlingsbanan
- Se vi gå upp till Jerusalem
- Som ett brus av stora vatten (för två 4-st körer) (1964)
- Sommarpsalm (komponerad 1945, reviderad 1980, text av Samuel Ödmann)
- Visa mig vägen
- Den korta stund jag vandrar här
- Tre Psaltarpsalmer

1. Huru ljuvliga är icke dina boningar
2. Jag lyfter mina ögon upp till bergen
3. Saliga äro de människor

- Jag är den gode herden

### Orgelverk
- Poema Clarum
- Laudate Dominum

- Tre stycken för orgel (Noteria 1992).[2]

1. Invention
2. Mild flöjt
3. Rytmiskt tutti

## Diskografi
- 1988 - Uno Sandén: Vi tänka Herre på din nåd (Musikhögskolan i Piteå CD)
- 1993 - Uno Sandén: Mariaoratorium (Naxos Label: Proprius PRCD 9029)[3]

### Dirigent
- 1951 - Brobyggarsången/Led mig, o Herre med Betelseminariets elevkör (Cantus).[4]

- 1954 - Herrens nåd är var morgon ny/O, att den elden redan brunne med Inga Lindholm och stråkkvintett (Cantus).[5]